# Ликлайдер, Джозеф Карл Робнетт
Джозеф Карл Робнетт Ликлайдер (англ. Joseph Carl Robnett Licklider; 11 марта 1915, Сент-Луис, штат Миссури, США — 26 июня 1990, Арлингтон, штат Массачусетс, США), известный в научной и ИТ-среде как J.C.R. или «Лик» («Lick») — американский учёный. Ранние работы были посвящены психоакустике, последующие работы — сфере информационных технологий.  Один из создателей сети ARPANET, прототипа Интернета.
Член Национальной академии наук США (1969).

## Биография

### Ранние годы и учеба
Родился в 1915 году в Сент-Луисе, в семье баптистского священника. В свои юные годы он занимался авиамоделизмом и с юношеских лет любил чинить и модифицировать автомобили.
Учился в университете Вашингтона, где в 1937 году получил степень бакалавра, затем магистерскую степень по психологии. В 1942 году в Рочестерском Университете он защитил докторскую диссертацию по психоакустике на тему  "Электрическое исследование частотной локализации в слуховой коре кошки". 

### Работа в Гарвардской лаборатории психоакустики
С 1943 года работал в лаборатории при Гарвардском университете. 
Среди прочих экспериментов он ставил опыты с бомбардировщиками B-17 и B-24 в годы Второй Мировой войны. Его задачей было выяснить, как влияла речь, шумы и другие источники помех на радиоприемники на разных высотах.
В той же лаборатории проходили работы по созданию и тестированию новых конструкций Тише-Фона.
Кульминацией работы Джозефа Ликлайдера на этом посту считается его научная работа "Дуплексная теория восприятия тона", написанная в 1951 году. Этот труд часто цитируется в работах по психоакустике.

### Работа в Массачусетском Технологическом Институте
В 1950 году перешёл работать в Массачусетский технологический институт, где заинтересовался компьютерными технологиями. Высказал идею о необходимости создания компьютеров, работающих в режиме реального времени. Углублял свои познания о компьютерах в BBN. В 1958—1959 годы был президентом Американского акустического общества. В 1962—1964 годы работал в ARPA, заложил основы ARPANET. Высказал идею необходимости создания объединения компьютеров в сеть со свободным доступом любого человека из любого места мира к её ресурсам. Ликлайдера называют духовным отцом всемирной сети, человеком, посеявшим семена Интернета.
Вклад Ликлайдера в возникновение Интернета огромен, он состоит из идей и принципов, а не из изобретений и технологий. Ликлайдер предвидел необходимость объединения в сеть компьютеров, имеющих простые пользовательские интерфейсы. Его идеи предвосхитили компьютерную графику, интерфейсы, работающие по принципу указания и выбора (point-and-click), цифровые библиотеки, электронную коммерцию (e-commerce), дистанционное банковское обслуживание (online banking), а также программное обеспечение, размещаемое в сети. В США его считают «Джонни Эпплсидом программирования».

## Память
Протокол связи Licklider Transmission Protocol, предназначенный для использования в каналах связи для дальнего космоса, получил свое наименование в честь Джозефа Ликлайдера.